# Bad Wimpfen
Bad Wimpfen è un comune tedesco di 7 398 abitanti, situato nel land del Baden-Württemberg. Il suo territorio è bagnato dal fiume Neckar.

## Storia
Fu un forte militare romano del limes germanico-retico di un'unità ausiliaria, tra la fine del principato di Domiziano e l'inizio di quello di Traiano (93-100 circa). 
Qui, nel Maggio 1235 il ribelle Enrico VII Hohenstaufen incontrò l'imperatore Federico II di Svevia, suo padre, per chiedergli perdono per la rivolta oppostagli. Il genitore, tuttavia, lo trasferì a Worms ove gli revocò il titolo di Re dei Romani e lo fece arrestare. 

## Altri progetti

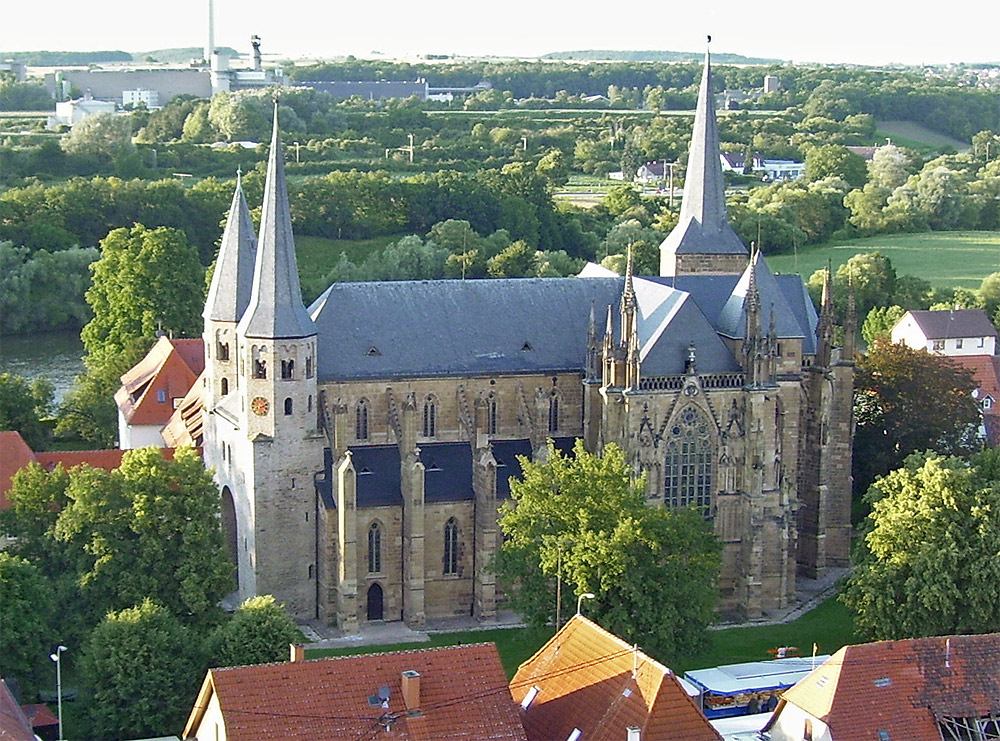
La cattedrale di Bad Wimpfen

## Amministrazione

### Gemellaggi
Bad Wimpfen è gemellato con:
- Servian
- Sopron